# Kaniwola
Kaniwola [pronunciación en polaco: /kaniˈvɔla/] es un pueblo ubicado en el distrito administrativo de Gmina Ludwin, dentro del condado de Łęczna, Voivodato de Lublin, en el este de Polonia. Se encuentra a unos 10 kilómetros al este de Ludwin, a 13 kilómetros al noreste de Łęczna, y a 35 kilómetros al este de la capital regional Lublin.